# Можджанув
Можджанув (пол. Możdżanów) — село в Польщі, у гміні Сосне Островського повіту Великопольського воєводства.
Населення — 142 особи (2011).

## Демографія
Демографічна структура станом на 31 березня 2011 року:
|          | Загалом | Допрацездатний вік | Працездатний вік | Постпрацездатний вік |
| -------- | ------- | ------------------ | ---------------- | -------------------- |
| Чоловіки | 79      | 10                 | 63               | 6                    |
| Жінки    | 63      | 11                 | 39               | 13                   |
| Разом    | 142     | 21                 | 102              | 19                   |